# Reichskommissar
Ein Reichskommissar war kurzfristig in der Revolutionszeit 1848/49 und dann vor allem in der Zeit des Deutschen Reiches (1871–1945) der Inhaber einer höheren oder höchsten Amtsstelle in Deutschland. Dieses Amt war der Reichsregierung oder einem Reichsminister unterstellt.
Reichskommissare wurden für zentrale staatliche Orte in Friedenszeiten oder große zivile Territorien in Konflikt- und Kriegszeiten mit umfangreichen Machtbefugnissen ausgestattet, um komplexe Verwaltungsaufgaben zu übernehmen.
Nach 1933 wurden Reichskommissare zum Teil des nationalsozialistischen Herrschaftssystems (Reichskommissar für die Gleichschaltung der Justiz, Reichskommissar für die Festigung deutschen Volkstums). Reichskommissare waren während des Zweiten Weltkriegs insbesondere die vom Reichsministerium für die besetzten Ostgebiete (RMfdbO) eingesetzten obersten Verwaltungsbeamten in den besetzten Ostgebieten (Reichskommissariat Ostland, Reichskommissariat Ukraine), wobei die Amtsbezeichnung Reichskommissar wegen des ebenso verwendeten Politkommissar-Begriffs in der Sowjetunion auch in die Kritik geriet. Ihr Status entsprach in der NS-Ära etwa dem der Reichsstatthalter im Reichsgebiet. Vergleichbare Aufgaben übernahmen in der NS-Zeit auch die sogenannten Chefs der Zivilverwaltung (CdZ). Seit der Nachkriegszeit hat der Titel des Reichskommissars nur noch historische Bedeutung.

## Deutsches Reich 1848/1849
In der Revolutionszeit 1848/49 wurde der Deutsche Bund in einen Bundesstaat, das Deutsche Reich von 1848/49, umgewandelt. In dieser kurzen Zeit ernannte die Provisorische Zentralgewalt (die gesamtdeutsche Regierung) eine Reihe von Politikern zu Reichskommissaren, meist, um sich in einem deutschen Einzelstaat vertreten zu lassen. Beispielsweise setzte Reichskommissar Eduard Souchay Anfang 1849 in Schleswig-Holstein eine Statthalter-Regierung ein, die noch bis 1851 amtierte.
Im Zuge der Niederschlagung der Revolution stellten die deutschen Staaten den Deutschen Bund wieder her. Erst 1867 wurde mit dem Norddeutschen Bund der Nationalstaat gegründet, der seit 1871 Deutsches Reich hieß. Dieses Reich blieb trotz Kriegen und Verfassungsänderungen bestehen und wurde schließlich 1949 zur Bundesrepublik Deutschland.

## Weimarer Republik
In der Weimarer Republik (1919–1933) war der Reichskommissar bei Reichsexekutionen ein Beauftragter der Reichsregierung, der direkt dem Reichskanzler unterstand (oder dieser selbst war). Nach dem Ersten Weltkrieg wurde die Stadt Danzig 1919/1920 bis zur im Versailler Vertrag bestimmten Übergabe an den Völkerbund von einem Reichskommissar verwaltet. Adolf Tortilowicz von Batocki-Friebe war 1921 Reichskommissar zur Ausführung von Aufbauarbeiten in den zerstörten Gebieten.
In den Jahren 1923–1930 gab es einen Reichskommissar für die besetzten rheinischen Gebiete, 1931/32 einen für die Osthilfe und in der Wirtschaftskrise 1932/1933 einen für Arbeitsbeschaffung. Von 1920 bis 1929 existierte der Reichskommissar für Überwachung der öffentlichen Ordnung als zentrale deutsche Behörde zur nachrichtendienstlichen Erfassung von verfassungsfeindlichen Bestrebungen; indirekt ein Vorläufer des Geheimen Staatspolizeiamts (Gestapa) und des heutigen Bundesamts für Verfassungsschutz. Reichskommissare wurden auch bei der Ausübung der Diktaturgewalt des Reichspräsidenten eingesetzt. Die 1932 nach der Absetzung der Landesregierung in Preußen bestellten Beauftragten des Reichskanzlers Franz von Papen trugen (inoffiziell) ebenfalls den Titel „Reichskommissar“, siehe Liste der Reichskommissare zur Führung der Geschäfte der preußischen Landesregierung 1932 und 1933.

## Zeit des Nationalsozialismus

### Organisatorische Machtkonstituierung
Nach dem Vorbild des Preußenschlags veranlassten die Nationalsozialisten die Einsetzung von Reichskommissaren und Reichsstatthaltern, um die in den Ländern noch bestehenden demokratischen Institutionen zu umgehen und ihre Macht auszubauen. Nach 1933 ernannte Adolf Hitler kraft seiner Amtsgewalt als Reichskanzler Reichskommissare ähnlich Ministern als unmittelbare Vollzugsorgane, ohne dass dafür ein Kabinettsbeschluss notwendig war. Dies spielte vor allem in der Frühphase des NS-Regimes eine nicht unbedeutende Rolle, als Hitler und seine beiden NSDAP-Minister Wilhelm Frick und Hermann Göring gegenüber der konservativen Kabinettsmajorität um Franz von Papen und Alfred Hugenberg deutlich unterlegen waren.
Erstmals in der Zeit des Nationalsozialismus wurde Hermann Göring auf der Grundlage der Verordnung über den Reichskommissar für die Luftfahrt vom 2. Februar 1933 an die Spitze einer neugebildeten Reichsbehörde, des späteren (ab März) Reichsluftfahrtministeriums, gestellt und erhielt den Titel eines Reichskommissars. Der Verordnung ist zu entnehmen, dass Göring als Reichskommissar einen Amtsbereich übernahm, der zuvor in den Zuständigkeitsbereich eines Ministers fiel: „Die Aufgaben der Reichsverkehrsministers, soweit sie die Luftfahrt betreffen, und die Aufgaben des Reichsministers des Innern, soweit sie den Luftschutz betreffen, gehen auf den Reichskommissar für die Luftfahrt über. Die Zentralstelle für Flugsicherung wird dem Reichskommissar für die Luftfahrt unterstellt“. Görings Stellvertreter im Amt des Reichskommissars wurde Erhard Milch.
1934 wurde Josef Bürckel als „Saarbevollmächtigter der Reichsregierung“ von Hitler eingesetzt und erhielt 1935 den Titel „Reichskommissar für die Rückgliederung des Saarlandes“. Damit übte er ein Amt aus, dass der Position eines Reichsstatthalters entsprach, „wobei ihm hier jedoch keine landeseigene Regierung zur Seite stand“. Das Saargebiet, das er zu verwalten hatte, war das erste von den Nationalsozialisten geschaffene „führerunmittelbare Territorium“, in dem der Reichskommissar neben seiner Position als oberster Präsentant der Reichsaufsicht zugleich die Funktion eines Regierungschefs ausübte.
Ein weiteres Territorium, das Hitler direkt unterstellt wurde, entstand nach dem Anschluss Österreichs an das Deutsche Reich im März 1938. Nachdem Hitler Arthur Seyß-Inquart als Leiter der österreichischen Landesregierung mit dem Titel eines Reichsstatthalters eingesetzt hatte, übernahm Josef Bürckel am 23. April 1938 aufgrund seiner Erfolge im Saargebiet auch dort die Rolle eines Reichskommissars. Das Gebiet wurde zunächst Ostmark, zwischen 1942 und 1945 dann Donau- und Alpenreichsgaue genannt. Bürckel erhielt den Auftrag, die „Ostmark“ innerhalb eines Jahres politisch, wirtschaftlich und kulturell ins Deutsche Reich zu integrieren. Bei der Neuordnung Österreichs wurden die zuständigen Reichsministerien durch die Einrichtung der neuen Territorialgewalt umgangen, um die Gleichschaltung des vormaligen Staates Österreich zu organisieren. Wie bereits im Saarland erfolgte die Gleichschaltung in der „Ostmark“ durch „eine Personalunion zwischen dem Amt des Gauleiters der Partei und des Reichskommissars (Reichsstatthalter) als staatlichem Funktionsträger zugleich auf parteipolitischer und staatlicher Ebene“. In der „Ostmark“ wurde erstmals der Einsatz eines Arbeitsstabes von Mitarbeitern aus den entsprechenden Gauen in der Administration des angeschlossenen Territoriums erprobt; eine Vorgehensweise, die für die Verwaltung der später dem Deutschen Reich angegliederten Gebiete charakteristisch wurde.
Nach der Eingliederung der Sudetengebiete aufgrund des Münchner Abkommens wurde Ende September 1938 Konrad Henlein zum „Reichskommissar für die sudetendeutsche Gebiete“ mit Dienstsitz in Reichenberg ernannt. Ab dem 1. Mai 1939 erhielt er den Titel eines Reichsstatthalters und Gauleiters des Sudetenlandes.

### Reichskommissare im Zweiten Weltkrieg
Nur wenige Tage nach dem Ausbruch des Zweiten Weltkriegs in Europa verlieh sich Heinrich Himmler selbst den Titel „Reichskommissar für die Festigung deutschen Volkstums“. Grundlage dafür war ein Führererlass vom 7. Oktober 1939, mit dem Himmler einen großen Teil der Kompetenzen zur ethnischen Neuordnung Europas und Homogenisierung des Deutschen Reichs im Rahmen der nationalsozialistischen Volkstumspolitik erhielt. Als Reichskommissar leitete er Maßnahmen zur „Wiedereindeutschung“ und Ausweisung und schließlich umfangreiche Umsiedlungsaktionen, Deportationen und Völkermord.
Wenige Tage nach dem deutschen Überfall auf Norwegen setzte Hitler am 21. April 1940 den Essener Gauleiter und Oberpräsidenten Josef Terboven mit dem Titel „Reichskommissar für die besetzten norwegischen Gebiete“ mit Amtssitz in Oslo ein. Terboven war in dieser Position Hitler direkt unterstellt. Nur fünf Tage nach der Kapitulation der niederländischen Truppen erhielt Arthur Seyß-Inquart am 19. Mai 1940 den Titel „Reichskommissar für die Niederlande“, wobei ihm mit Ausnahme des militärischen und außenpolitischen Bereichs die gesamte Besatzungsverwaltung unterstand. Beschränkt wurde seine Machtposition zum Teil durch die ihm unterstellten vier Generalkommissare.
Die Bezeichnung „Reichskommissar“ für die Amtsträger in den besetzten Ostgebieten ist auf die „Richtlinien auf Sondergebieten zur Weisung Nr. 21“ des OKW vom 13. März 1941 zurückzuführen. Wegen des sowjetischen Kommissar-Begriffs wurde der Begriff im Reichsministerium für die besetzten Ostgebiete (RMfdbO) als verfehlt eingeschätzt, da somit – wie Peter Kleist aus dem RMfdbO nach dem Krieg schrieb – die Politischen Kommissare der Roten Armee („Rote Kommissare“) lediglich durch die „Braunen“ ersetzt worden seien. Auch Alfred Rosenberg selbst, der das RMfdbO leitete, hatte den Begriff anfänglich abgelehnt und für den Titel „Gouverneur“ beziehungsweise „Generalgouverneur“ plädiert. Am 9. Mai 1941 merkte Rosenberg während eines Gesprächs mit Adolf Hitler an, dass die Roten Kommissare bei der sowjetischen Bevölkerung verhasst und gefürchtet seien, woraufhin Hitler erklärte: „Um so besser! Sie sollen uns ja auch fürchten“. Dessen ungeachtet schrieb Generalkommissar Alfred Eduard Frauenfeld am 30. Januar 1942 in einem Brief an Rosenberg, dass nicht nur er, „sondern auch viele Offiziere der Stäbe, die mit der Russlandpropaganda befasst waren“, „etwas bestürzt“ gewesen seien, „als die deutschen Behörden nun ihre höchsten Funktionäre als Kommissare bezeichneten, und damit mit demselben Namen belegten, den wir seit Monaten versucht hatten und noch versuchen, als ein Schimpfwort in Misskredit zu bringen“.
Nach dem deutschen Überfall auf die Sowjetunion im Juni 1941 wurden das Reichskommissariat Ostland unter der Leitung von Hinrich Lohse und das Reichskommissariat Ukraine unter der Leitung von Erich Koch gebildet. Beide Reichskommissare unterstanden den Weisungen des RMfdbO, wobei im Falle politischer Interessenkonflikte zwischen RMfdbO und anderen Reichsbehörden Hitlers Entscheidung über den „Chef der Reichskanzlei“ (Hans Heinrich Lammers, Martin Bormann) einzuholen war. Rosenberg plante gemäß seinem schriftlichen Bericht vom 28. Juni 1941, für den „osteuropäischen Raum“ unterhalb der Ebene der Reichskommissare 24 Generalkommissare, darunter 80 Hauptkommissare und darunter wiederum über 900 Gebietskommissare einzusetzen. Deren Mitarbeiterstäbe sollten auf der NS-Ordensburg Krössinsee in Pommern einer „Schulung und Unterrichtung über das Gesamtproblem“ unterzogen werden.
Per Erlass des Führers vom 13. Juli 1944 wurde Josef Grohé wenige Monate vor Kriegsende von Hitler als Reichskommissar an „die Spitze der deutschen Zivilverwaltung in den besetzten Gebieten von Belgien und Nordfrankreich“ gestellt. Grohé unterstand dabei direkt dem Befehl Hitlers und hatte sich nach dessen „Richtlinien und Weisungen“ zu richten. Nach dem Zusammenbruch der Westfront konnte der Plan, die bis dahin existierende Militärverwaltung Belgien-Nordfrankreich unter der Leitung von Alexander von Falkenhausen in eine von Grohé verwaltete Zivilverwaltung umzuwandeln, nicht mehr verwirklicht werden.
Als weitere Reichskommissare waren vorgesehen, konnten aber wegen des Kriegsverlaufs nicht mehr in ihr Amt eingesetzt beziehungsweise in ihrem Amt tätig werden: Siegfried Kasche („Reichskommissariat Moskowien“) und Arno Schickedanz („Reichskommissariat Kaukasien“).

### Liste der Reichskommissare 1933–1945
Hinweis: Die Sortierung erfolgt nach Amtsantritt bzw. nach dem Ende der Amtszeit.
| Reichskommissar für Arbeitsbeschaffung                                        |                   |                   |
| Günther Gereke (1893–1970)                                                    | 30. Januar 1933   | 30. März 1933     |
| Friedrich Syrup (1881–1945) (beauftragt)                                      | 25. März 1933     | 30. März 1933     |
| Reichskommissar für Luftfahrt                                                 |                   |                   |
| Hermann Göring (1893–1946)                                                    | 2. Februar 1933   | 28. April 1933    |
| Reichskommissar für den Arbeitsdienst                                         |                   |                   |
| Franz Seldte (1882–1947)                                                      | 30. Januar 1933   | 6. Juli 1934      |
| Konstantin Hierl (1875–1955)                                                  | 6. Juli 1934      | 30. April 1945    |
| Reichskommissar für den gewerblichen Mittelstand                              |                   |                   |
| Erich Wienbeck (1876–1949)                                                    | 22. März 1933     | 30. April 1945    |
| Reichskommissar für das Siedlungswesen                                        |                   |                   |
| Gottfried Feder (1883–1941)                                                   | 1. April 1933     | 6. Dezember 1934  |
| Reichskommissar für das Kraftfahrwesen                                        |                   |                   |
| Carl Eduard Herzog von Sachsen-Coburg-Gotha (1884–1954)                       | April 1933        | 30. April 1945    |
| Reichskommissar für die Gleichschaltung der Justiz                            |                   |                   |
| Hans Frank (1900–1946)                                                        | 25. April 1933    | 19. Dezember 1934 |
| Reichskommissar für den Sport                                                 |                   |                   |
| Hans von Tschammer und Osten (1887–1943)                                      | 27. April 1933    | 25. März 1943     |
| Karl Ritter von Halt (1891–1964) (kommissarisch und ehrenamtlich)             | 25. März 1943     | 30. April 1945    |
| Reichskommissar für Milch- und Fettwirtschaft                                 |                   |                   |
| Bernd Freiherr von Kanne (1884–1967)                                          | 4. August 1933    | 30. April 1945    |
| Reichskommissar für die Preisbildung                                          |                   |                   |
| Carl Friedrich Goerdeler (1884–1945)                                          | 5. November 1933  | 1. Juli 1935      |
| Josef Wagner (1899–1945)                                                      | 29. Oktober 1936  | 9. November 1941  |
| Hans Fischböck (1895–1967)                                                    | 16. Januar 1942   | 30. April 1945    |
| Reichskommissar für Rohstoffwirtschaft                                        |                   |                   |
| Johann „Jean“ Puppe (1882–1941)                                               | 30. Juni 1934     | 21. Januar 1937   |
| Reichskommissar für die Durchführung der Marktordnung                         |                   |                   |
| Bernd Freiherr von Kanne (1884–1967)                                          | 5. November 1934  | 30. April 1945    |
| Reichskommissar für die Rückgliederung des Saargebiets                        |                   |                   |
| Josef Bürckel (1895–1944)                                                     | 11. Februar 1935  | 31. März 1941     |
| Reichskommissar für die Wiedervereinigung Österreichs mit dem Deutschen Reich |                   |                   |
| Josef Bürckel (1895–1944)                                                     | 23. April 1938    | 31. März 1940     |
| Reichskommissar für Sudetendeutschland                                        |                   |                   |
| Konrad Henlein (1898–1945)                                                    | 1. Oktober 1938   | 1. Mai 1939       |
| Reichskommissar für die besetzten norwegischen Gebiete                        |                   |                   |
| Josef Terboven (1898–1945)                                                    | 24. April 1940    | 30. April 1945    |
| Reichskommissar für die Niederlande                                           |                   |                   |
| Arthur Seyß-Inquart (1892–1946)                                               | 19. Mai 1940      | 30. April 1945    |
| Reichskommissar für das Ostland                                               |                   |                   |
| Hinrich Lohse (1896–1964)                                                     | 25. Juli 1941     | Herbst 1944       |
| Erich Koch (1896–1986) (kommissarisch)                                        | 8. September 1944 | Frühjahr 1945     |
| Reichskommissar für die Ukraine                                               |                   |                   |
| Erich Koch (1896–1986)                                                        | 1. September 1941 | Anfang 1944       |
| Reichskommissar für die Seeschifffahrt                                        |                   |                   |
| Karl Kaufmann (1900–1969)                                                     | 30. Mai 1942      | 30. April 1945    |
| Reichskommissar für die besetzen Gebiete in Belgien und Nordfrankreich        |                   |                   |
| Josef Grohé (1902–1987)                                                       | 19. Juli 1944     | 1944/45           |